# Dream Syndicate
Dream Syndicate er et amerikansk guitar-band dannet 1981 i Los Angeles. Oprindelige medlemmer var Steve Wynn, Kendra Smith, Karl Precoda og Dennis Duck. Efter flere udskiftninger fandt banden sin endelige sammensætning i 1985 med Steve Wynn, Mark Walton, Paul B. Cutler og Dennis Duck. De udgav mange plader og turnerede flittigt indtil de brændte ud i efteråret 1988 og gik i opløsning i januar 1989. Gruppen er blevet gendannet og gav en koncert på Loppen i 2017.
Dream Syndicate spillede på Roskilde Festivalen i 1986 og 1987 og gav derudover kun enkelte koncerter i Danmark, bl.a. på Montmartre i København den 10. november 1986.

## Plader
- The Dream Syndicate EP (1982)
- The Days of Wine and Roses (1982)
- Medicine Show (1984)
- This Is Not the New Dream Syndicate Album......Live! (1984)
- Out of the Grey (1986)
- Ghost Stories (1988)
- Live at Raji's (1989)
- 3 1/2; The Lost Tapes 1985-1988 (1993)
- The Day Before Wine and Roses (1995)
- How Did I Find Myself Here? (2017)
- These Times (2019)
- The Universe Inside (2020)

## DVD
- Weathered and Torn (1992)
- The Official Dream Syndicate Bootleg Series Vol. 1 (2005)